# Захоплення більшовиками Павлограда
Захоплення більшовиками Павлограда (1917) — військова операція російських більшовиків.

## Історія
Після початку Української революції в Павлограді була створені місцеві органи влади.

### Павлоградська повітова українська рада
Павлоградська повітова рада УНР яка спиралася на 200 бійців Армії УНР на чолі з членом УДРП Демещенко.
Павлоградська Повітова українська Рада на своєму засіданні 10 листопада прийняла таку постанову. Прийняти в свої руки всю владу в повітові і стоять на підставі проголошення Центральною Радою Універсалу, прийняла всю владу в свої руки. Позаяк населення в земельних справах одержує декрети від уряду Ульянова-Леніна,  Павлоградська Повітова українська Рада попереджає, що буде стояти на захисті і на ґрунті Української Центральної Ради.

### Місто у складіУНР(листопад 1917 – квітень 1918)
20 (7) листопада 1917 р. Павлоград став частиною Української Народної Республіки.

В цей же час організовувалося червоне козацтво, перейшли на сторнону більшовиків 2 кавалерійських ескадронів 3-го Новоросійського полку, які покинули Павлоград і перебували у Богданівці. Озброєння козаки отримали з Тули, яке привіз Я. Рубінов. Організатором червоного козацтва був металист Абрам Швед. 
У Павлограді відбулися збори частин Армії УНР які готувалися виступити проти наступаючих червоногвардійських частин в напрямку Лозової.
19 (за іншими даними - 22) грудня 1917 р. більшовики здійснили спробу захопити владу в місті. Вони створили військово-революційний комітет, до складу якого увійшли більшовики К. Будаков, А. Скирда та інші. Головою комітету призначено Ксенію Воїнову. 22 грудня 1917 року за командуванням московського металіста Кримського червоноармійці виступили в Павлограді, захопивши в свої руки станцію, телеграф, телефон, банк та інші установи. Під час боїв на вулицях міста збоку більшовиків був один загиблий з боку гайдамаків два офіцера.
Відразу ж після захоплення міста в місті був обраний штаб червоної гвардії на чолі з Кримським і рада.
На початку січня 1918 р. ВРК оголосив перевибори ради робітничих депутатів. 35 місць в Раді отриали більшовики, 50 - безпартійні, 50 - есери, меншовики та анархісти. Головою Ради солдатських та робітничих депутатів став безпартійний машиніст паровозу Будаков.
Від більшовиків місто було звільнено 10 квітня 1918 року (за іншими даними – 24 березня).